# 702. Infanterie-Division (Wehrmacht)
Die 702. Infanterie-Division war eine deutsche Infanteriedivision im Zweiten Weltkrieg.

## Geschichte

### Aufstellung
Die Division wurde Mitte April 1941 im Rahmen der 15. Aufstellungswelle durch den Wehrkreis II (Stettin) als bodenständige Division aus Ersatz-Kompanien und -Bataillonen des Wehrkreises in Stettin aufgestellt. Heimatstandort der Division war bis 6. Mai 1944 Schwerin, dann Wismar (Wehrkreis II).

### Besatzungstruppe Norwegen
Im Mai 1941 erfolgte die Zuführung nach Norwegen zum AOK Norwegen in den Raum Trondheim, wo die Division über das gesamte Bestehen hinweg eingesetzt wurde. Im Raum Trondheim unterstand der Division aufgrund des Einsatzes als statische Division neben der Küstenartillerie noch das Festungs-Bataillon 654. Im Juni/Juli 1941 erst beim Gebirgskorps Norwegen und dann bis Februar 1942 beim Abschnitts-Stab Nord-Norwegen. Der Abschnitts-Stab Nord-Norwegen wurde anschließend durch das LXXI. Armeekorps ersetzt und von März bis Mai 1942 wechselte die Unterstellung unter dieses Armeekorps. Von Juni 1942 bis Dezember 1944 war die Division dann bei dem XXXIII. Armeekorps.
Ab Januar 1945 war die Division vom AOK Norwegen zur 20. Gebirgs-Armee kommandiert. Durch die Zuordnung zur 20. Gebirgs-Armee waren die Angehörigen der Division ein verleihungsberechtigter Personenkreis für das Lapplandschild. 

### Umgliederung
Im April 1945 wurde die Division in eine Felddivision umgegliedert, aber die Aufstellung der weiteren Divisionseinheiten konnte bis Kriegsende nicht abgeschlossen werden. 

### Kapitulation
Die Division kam zur Kriegsende in Norwegen in englische Kriegsgefangenschaft.

## Kommandeure
- Oberst/Generalmajor Herbert Lemke: von der Aufstellung bis 4. September 1941
- Generalmajor/Generalleutnant Kurt Schmidt: vom 4. September 1941 bis 1. September 1943
- Generalleutnant Karl Edelmann: vom 1. September 1943 bis 15. Januar 1945
- Generalleutnant Ernst Klepp: vom 15. Januar 1945 bis 8. Mai 1945

## Bekannte Personen (Auswahl)
- Major Waldemar Wildschütz: von Ende März 1945 bis Kriegsende als Ritterkreuzträger Erster Generalstabsoffizier, später u. a. Leiter und Vorstandsmitglied der Aluminium-Zentrale und Träger des Verdienstkreuzes 1. Klasse (1976)

## Gliederung
1941
- Infanterie-Regiment 722 mit drei Bataillone durch Division Nr. 152 (Stettin)
- Infanterie-Regiment 742 mit drei Bataillone durch Division Nr. 192 (Rostock)
- Artillerie-Abteilung 662 mit drei Batterien
- Divisions-Einheiten 702 (Pionier- und Nachrichten-Kompanie)

April 1945
- Grenadier-Regiment 722 mit zwei Bataillone
- Grenadier-Regiment 742 mit zwei Bataillone
- Grenadier-Regiment 772 mit zwei Bataillone (aus III./Grenadier-Regiment 722 und wahrscheinlich III./Grenadier-Regiment 742)
- Füsilier-Bataillon 702
- Artillerie-Regiment 702 mit I., III. und IV., aus der Artillerie-Abteilung 662 gebildet
- Divisions-Einheiten 702
- vorgesehen für eine Aufstellung waren auch: Panzerjäger-Abteilung, Pionier-Bataillon und Nachrichten-Abteilung